# Colibrí cua d'oreneta
El colibrí cua d'oreneta (Doricha enicura) és una espècie d'ocell de la família dels troquílids (Trochilidae) que habita des del sud de Mèxic fins El Salvador.